# Cainotheriidae
Famille
Sous-familles de rang inférieur
- Voir paragraphe #Sous-familles et genres

Les Cainotheriidae (cainothéridés en français) sont une famille fossile de mammifères artiodactyles de l'ordre des tylopodes.

## Classification
La famille des Cainotheriidae est créée en 1881 par le paléontologue américain Edward Drinker Cope (1840-1897),.

### Fossiles
Selon Paleobiology Database en 2023, le nombre de collections de fossiles référencées est soixante-treize pour 93 occurrences.
Les espèces sont trouvées dans des terrains datant du Priabonien de l'Éocène supérieur au Rupélien de l'Oligocène inférieur, en Europe.

## Sous-familles et genres
Paleobiology Database en 2023 liste deux sous-familles : 
- Sous-famille † Cainotheriinae Camp et VanderHoof, 1940
  - † Caenomeryx Hürzeler, 1936
  - † Cainotherium Bravard, 1828
  - † Plesiomeryx Gervais
  - † Procaenotherium Hürzeler, 1936
- Sous-famille † Oxacroninae Hurzeler, 1936
  - † Oxacron Filhol
  - † Paroxacron Hürzeler, 1936

### Publication originale
- [1881] (en) Edward Drinker Cope, On the effects of impacts and strains on the feet of Mammalia, Philadelphia, 1881.